# 藤本清二郎
藤本清二郎（ふじもと せいじろう、1949年1月1日 - ）は、日本史学者。文学博士（広島大学・論文博士・1998年）（学位論文「近世賤民制と地域社会 和泉国の歴史像」）。和歌山大学名誉教授。

## 略歴
兵庫県生まれ。1972年広島大学教育学部高等学校教員養成課程社会科卒業。1978年同大学院文学研究科博士課程単位取得退学。1979年和歌山大学教育学部講師、1981年助教授、1996年教授。1998年文学博士（広島大学）の学位を取得。2014年定年退任、名誉教授。

## 著書
- 『近世賤民制と地域社会 和泉国の歴史像』清文堂出版 1997
- 『近世身分社会の仲間構造』部落問題研究所 2011
- 『城下町世界の生活史 没落と再生の視点から』清文堂出版 2014
- 『紀州藩主徳川吉宗 明君伝説・宝永地震・隠密御用』吉川弘文館 2016

### 共編著
- 『歴史的景観としての和歌の浦』薗田香融共著 ウイング出版部 1991
- 『和歌の浦 歴史と文学』村瀬憲夫共編 和泉書院 1993
- 『和歌の浦百景 古写真でみる「名勝」の歴史』編著 東方出版 1993
- 『和泉国かわた村支配文書 預り庄屋の記録』編 清文堂史料叢書 1999-2001
- 『和歌山・高野山と紀ノ川』街道の日本史 山陰加春夫共編 吉川弘文館 2003